# Петрович, Дражен
Дра́жен Пе́трович (хорв. Dražen Petrović; 22 октября 1964, Шибеник, Югославия — 7 июня 1993, Денкендорф, Бавария, Германия) — югославский и хорватский баскетболист, трёхкратный призёр Олимпийских игр, чемпион мира и Европы, двукратный обладатель Кубка европейских чемпионов. Играл на позиции атакующего защитника. Член Зала славы баскетбола и Зала славы ФИБА.

## Спортивная биография
Родился в хорватском городе Шибенике на адриатическом побережье в семье Йована Петровича и Бисерки Микуландры. Его отец был герцеговинским сербом, а мать — хорваткой. Старший брат Александар также был известным баскетболистом и выступал за сборную Югославии, в составе которой стал бронзовым призёром Олимпийских игр-1984, чемпионатов мира и Европы.
Провёл свой первый матч в чемпионатах Югославии 29 декабря 1979 года, в возрасте 15 лет, 2 месяцев и 7 дней, в составе клуба «Шибенка» против «ОКК Белград». В 1981 году на чемпионате Европы среди кадетов в Греции Дражен был безусловным лидером сборной Югославии, набрав 227 очков (в среднем 32,5 очка за игру), в том числе больше чем по 40 очков в матчах с командами Испании, Израиля и Греции.
В сезоне 1981/1982 в составе «Шибенки» набирал в среднем 16,3 очка за игру в чемпионате Югославии, а в следующем сезоне — 24,5 очка. Регулярный сезон 1982/1983 «Шибенка» завершила на 1-м месте в лиге и в финальной серии плей-офф против «Босны» имела домашнее преимущество. После того как каждый клуб победил на своей площадке, решающий матч за чемпионское звание игрался в Шибенике. При счёте 82:81 в пользу гостей Дражен Петрович в последней атаке «Шибенки» за 2 секунды до конца игры выполнил бросок и промахнулся, но арбитр встречи Матиевич назначил штрафные броски за нарушение, которое, по его мнению, совершил на игроке хозяев Сабит Хаджич. Петрович реализовал оба штрафных, доведя свой личный счёт в матче до 40 очков и принеся «Шибенке» победу в матче и чемпионате. Однако на следующее утро исполком Федерации баскетбола Югославии аннулировал результат игры ввиду «явной ошибки судьи Матиевича» и назначил новый решающий матч на нейтральной площадке в Нови-Саде. Петрович и «Шибенка» отказались участвовать в этой игре, и чемпионский титул был присуждён «Босне» ввиду неявки соперника.
На чемпионате Европы 1983 года Петрович был самым молодым игроком сборной Югославии, и его команда закончила турнир на 7-м месте. Уже через год, однако, в Олимпийском турнире в Лос-Анджелесе югославы дошли до полуфинала, уступив там испанцам, а затем завоевали бронзовые медали, обыграв в матче за третье место команду Канады.
На европейской арене Петрович с «Шибенкой» дважды доходил до финала Кубка Корача, но там оба раза югославский клуб уступал французскому «Лиможу». Реванш Петровичу удалось взять только в составе нового клуба — «Цибоны». В январе 1986 года «Цибона» встречалась с «Лиможем» в рамках Кубка европейских чемпионов и проигрывала по ходу матча 16 очков (43:27), но в следующие 7 минут Петрович сделал 7 точных трёхочковых бросков и закончил игру с 51 очком (70 % попаданий) и 10 результативными передачами. «Цибона» выиграла матч со счётом 116:106 и в дальнейшем завоевала второй подряд Кубок чемпионов. Помимо этих двух титулов, Петрович завоевал в составе загребского клуба также Кубок обладателей Кубков. С 1986 по 1988 год он ещё трижды становился призёром международных соревнований со сборной Югославии, завоевав бронзу в чемпионате мира 1986 года (где в частности установил личный рекорд с 47 очками за матч против сборной Нидерландов) и чемпионате Европы 1987 года, а затем серебро на Олимпийских играх в Сеуле. На Играх в Сеуле Югославия заняла первое место в своей группе, обыграв в том числе, сборную СССР 92:79 (Петрович набрал больше всех в матче — 25 очков). В плей-офф югославы уверенно с разницей более 20 очков обыграли Канаду и Австралию. В финале Югославия вновь встретилась со сборной СССР, которая в полуфинале сумела обыграть сборную США 82:76. Югославия не сумела второй раз на турнире обыграть сборную СССР, уступив 63:76, Петрович набрал 24 очка и стал лучшим снайпером финала.
После Олимпиады 1988 года Петрович расстался с югославской лигой, сыграв в общей сложности в «Шибенке» и «Цибоне» 197 игр, в которых набрал 5113 очков — примерно по 26 очков за матч. Рекордным стал для него матч «Цибоны» против «Олимпии» (Любляна), в котором он принёс своей команде 112 очков (историк баскетбола Владимир Станкович, впрочем, оговаривается, что в этом матче на площадке у «Олимпии» был юношеский состав). Затем Петрович отыграл один сезон в мадридском «Реале», в чемпионате Испании набирая в среднем по 28,2 очка за игру в 36 матчах регулярного сезона и 11 встречах плей-офф. Он также отличился в Кубке обладателей кубков, в финальном матче в Афинах против итальянского клуба «Снайдеро» набрав 62 очка и выиграв очную дуэль снайперов у бразильца Оскара Шмидта. Летом 1989 года в составе сборной Югославии он набирал в среднем по 30 очков за матч в чемпионате Европы в Загребе, где наконец завоевал чемпионский титул.
Ещё в 1986 году в драфте НБА югославский защитник был выбран в 3-м раунде под общим 60-м номером клубом «Портленд Трэйл Блэйзерс», однако законы Югославии и обязательства по контрактам на протяжении нескольких лет не позволяли ему отправиться в Америку. Только в 1989 году он наконец смог заключить контракт с «Портлендом», после судебной тяжбы выкупив свой договор у «Реала» (по некоторым данным, сумма неустойки составила 1,5 млн долларов). В сезоне 1989/1990, своём первом в НБА, Петрович не был игроком основного состава, где на позиции атакующего защитника уже несколько сезонов играл участник матчей всех звёзд НБА Клайд Дрекслер; кроме того, по меркам НБА югослав был недостаточно хорош в обороне. В итоге он проводил на площадке в среднем только по 12,6 минуты и набирал по 7,6 очка за игру. В межсезонье, однако, он добавил к золотой медали чемпионата Европы звание чемпиона мира, завоёванное на турнире в Буэнос-Айресе. На чемпионате мира Югославия в полуфинале обыграла сборную США, а в финале второй раз на турнире сборную СССР 92:75. Тогда сборная СССР была ослаблена отсутствием литовских игроков, которые отказались играть за команду (за полгода до турнира Литва провозгласила независимость). MVP турнира был признан 21-летний Тони Кукоч, а Петровича не включили в символическую сборную. Этот турнир стал для Петровича последним в рядах сборной Югославии, за которую он за 7 лет провёл в общей сложности 135 матчей и набрал 2830 очков. Более чем в половине встреч (79) он был лучшим снайпером команды, в 75 матчах набирал больше чем по 20 очков, а в 27 матчах — больше 30.
Тренер «Трэйл Блэйзерс» Рик Адельман так и не сумел оценить потенциал Петровича. Тот провёл на скамейке запасных «Портленда» 20 из 38 первых игр сезона 1990/1991, после чего его обменяли в «Нью-Джерси Нетс» в рамках трёхсторонней сделки, в итоге которой «Трэйл Блэйзерс» получили Уолтера Дэвиса. В «Нетс» время, проводимое югославом на площадке, начало постепенно расти и в среднем за остаток сезона он играл уже по 20,5 минут за матч и приносил команде по 12,6 очка — один из лучших показателей в лиге в пересчёте на минуту игрового времени.
Успешная игра Петровича обеспечила ему место в стартовой пятёрке «Нью-Джерси» в сезоне 1991/1992. В результате его результативность возросла ещё больше, достигнув 20,6 очка за игру. Он стал лучшим в команде по проценту попаданий с игры (50,8 %) и со штрафных бросков (80,8 %), а высокие показатели попаданий из-за трёхочковой линии (44,4 %, 123 попадания с 277 бросков) создали югославу репутацию одного из самых опасных игроков лиги на длинной дистанции. Летом 1992 года Петрович сыграл на Олимпийских играх в Барселоне за сборную Хорватии, став, как и четырьмя годами ранее, серебряным призёром. Хорваты были единственной командой на турнире, доставившей определённые проблемы американской «Команде мечты»: в начале финальной игры они вели 25:23, но в конечном счёте не смогли держаться на равных и уступили больше 30 очков. Из 85 очков хорватской сборной в финале на счету Петровича были 19.
Сезон 1992/1993 стал лучшим в карьере Петровича в НБА. Он был лучшим в команде по набираемым очкам (22,3 за матч), проценту попаданий с игры в целом (51,8 %) и с трёхочковой дистанции (44,9 %). Накануне матча всех звёзд НБА он на протяжении нескольких недель попадал 2/3 своих трёхочковых бросков, но, несмотря на это, не попал в состав команды Восточной конференции на эту игру. Его пригласили участвовать в соревновании по броскам с дальней дистанции, но это предложение он отклонил. В конце сезона по итогам голосования журналистов Петрович, однако, был включён в символическую третью сборную всех звёзд НБА.
После того как «Нетс» проиграли в первом раунде плей-офф, Петрович отправился в Европу. Из-за трений с руководством клуба он дал понять, что заинтересован в следующем сезоне покинуть НБА и играть в чемпионате Греции. До этого, однако, он продолжал играть в сборной Хорватии, последний матч в её составе проведя в отборочном турнире чемпионата Европы в польском Вроцлаве против команды Словении. В этой игре Петрович в очередной раз набрал 30 очков, а всего за 40 матчей в составе хорватской сборной на его счету было 1004 очка (по 25,1 за игру).

## Гибель

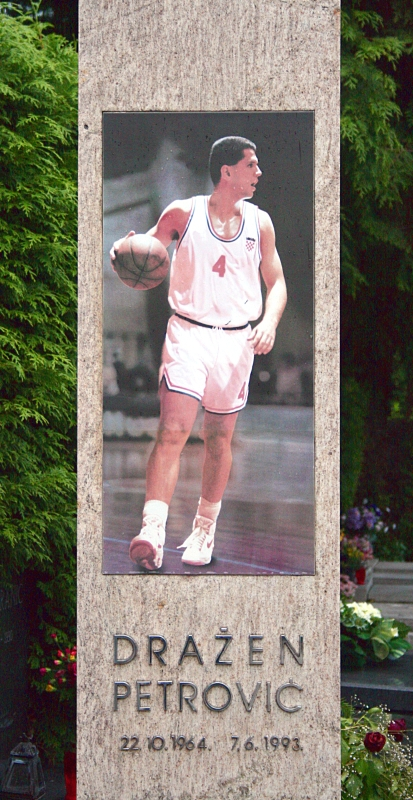
Могила Петровича на кладбище Мирогой

7 июня, около 17 часов 20 минут, в условиях сильного дождя и плохой видимости, на немецком автобане № 9 в Денкендорфе, неподалёку от Ингольштадта в Баварии, автомобиль «Фольксваген Гольф», в котором в качестве пассажиров ехали 28-летний Петрович (возвращавшийся из Польши после матча сборной Хорватии) и турецкая баскетболистка Хилаль Эдебаль, а за рулём находилась Клара Саланци, немецкая модель и баскетболистка (Клару и Петровича связывали романтические отношения), врезался в грузовик. Это произошло после того, как шофёр грузовика, уклоняясь от столкновения на своём направлении трассы, резко свернул, проломив ограждение между полосами, ведущими на север и юг и полностью перекрыв все три полосы в южном направлении.
Как позже вспоминала Эдебаль, Саланци вела машину на скорости около 180 км/ч, что на мокрой дороге делало столкновение неизбежным. Увидев перегораживавший дорогу грузовик, она потеряла управление, её «Фольксваген» ударился в ограждение трассы и развернулся, что спасло её от основного удара. Однако Петрович, который сидел на пассажирском сидении рядом с водителем и не был пристёгнут ремнём безопасности, был выброшен через лобовое стекло, ударился головой о грузовик и погиб на месте. Эдебаль и Саланци получили многочисленные травмы, но выжили. Клара Саланци в дальнейшем вышла замуж за знаменитого немецкого футболиста Оливера Бирхоффа.
Гибель Петровича многим напомнила смерть другого знаменитого югославского баскетболиста Радивоя Корача, разбившегося в автокатастрофе в июне 1969 года в возрасте 30 лет.
Петрович был похоронен на кладбище Мирогой в Загребе.

## Достижения и награды
- Чемпион мира (1990) в составе сборной Югославии.
- Чемпион Европы (1989) в составе сборной Югославии.
- Чемпион баскетбольного турнира Универсиады 1987 года в составе сборной Югославии.
- Двукратный победитель Кубка европейских чемпионов (1985, 1986) в составе клуба «Цибона».
- Двукратный обладатель Кубка обладателей Кубков (1987, 1989) в составе клубов «Цибона» и «Реал Мадрид».
- 10 октября 1985 года в матче чемпионата Югославии против люблянской «Олимпии» набрал 112 очков.
- В 1985 году выбран журналами «Спорт» и Sportske novosti спортсменом года в Югославии[4].
- В 1986 году на чемпионате мира в Испании 21-летний Дражен Петрович был признан лучшим игроком турнира, несмотря на то, что сборная Югославии заняла лишь 3-е место.
- В 1989 году на чемпионате Европы в Югославии Петрович был признан лучшим игроком турнира.
- В сезоне 1992/93 первым из европейцев[источник не указан 1479 дней] был включён в третью команду всех звёзд НБА.

### После гибели

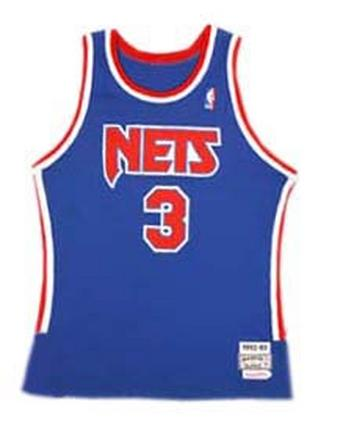
3-й номер, закрепленный за Драженом Петровичем в «Нью-Джерси Нетс»

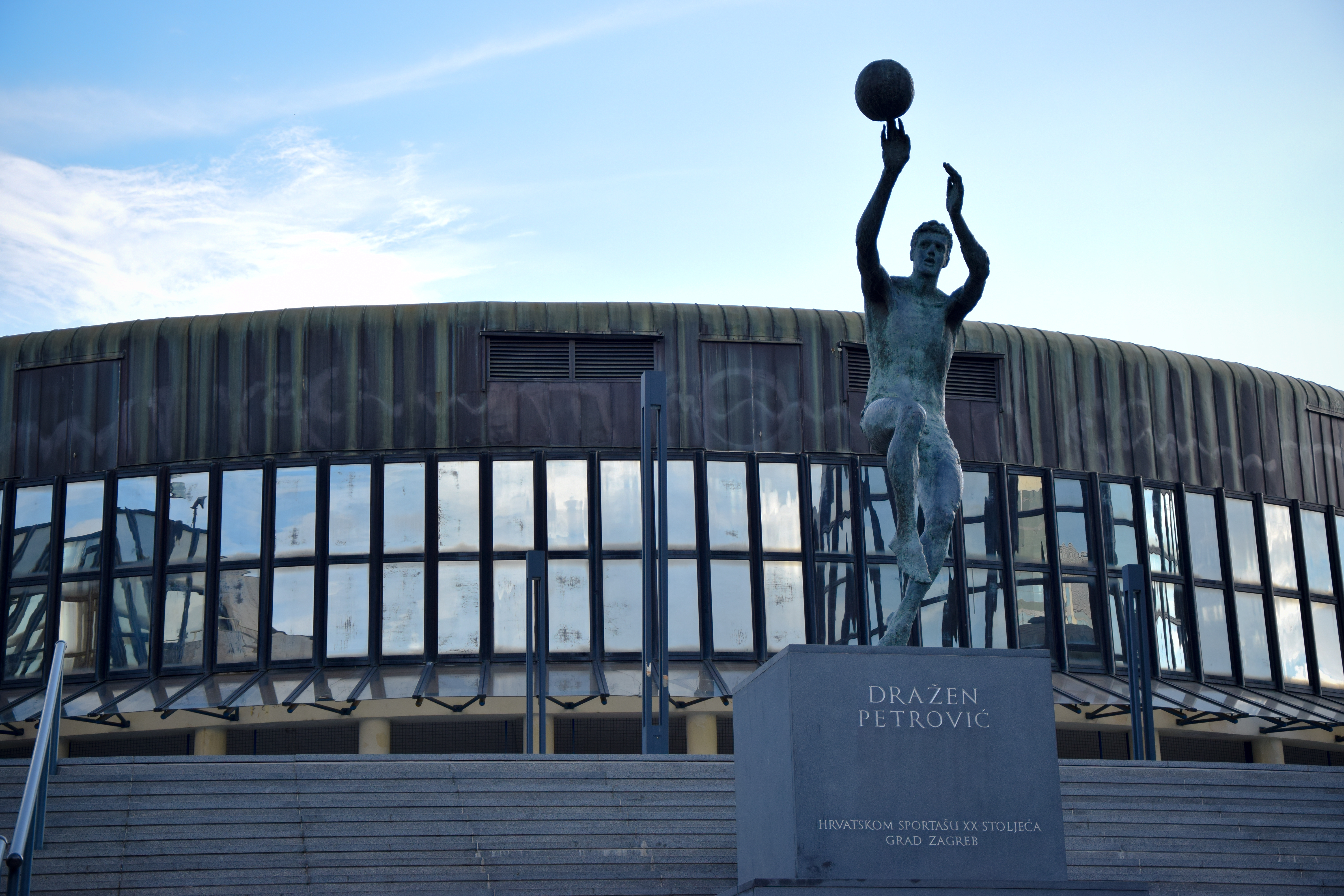
Статуя Петровича возле Баскетбольного центра имени Дражена Петровича

- 4 октября 1993 года домашняя арена БК «Цибона» была переименована в Баскетбольный центр имени Дражена Петровича[5].
- 11 ноября 1993 года 3-й номер, под которым Петрович выступал за «Нью-Джерси Нетс», был навечно закреплён за ним[6].
- 29 апреля 1995 года перед зданием Олимпийского музея в Лозанне была открыта скульптура, посвящённая вкладу Дражена Петровича в мировой спорт.
- В 2000 году в результате опроса, проведённого национальным телевидением, Петрович был признан лучшим спортсменом Хорватии XX века[7].
- В 2002 году имя Дражена Петровича было включено в списки Зала славы баскетбола в Спрингфилде, штат Массачусетс[8], а в 2007 году — в списки Зала славы ФИБА[9].
- В 2004 году Петрович также вошёл в список 100 величайших личностей в истории Хорватии, составленный журналом Nacional.

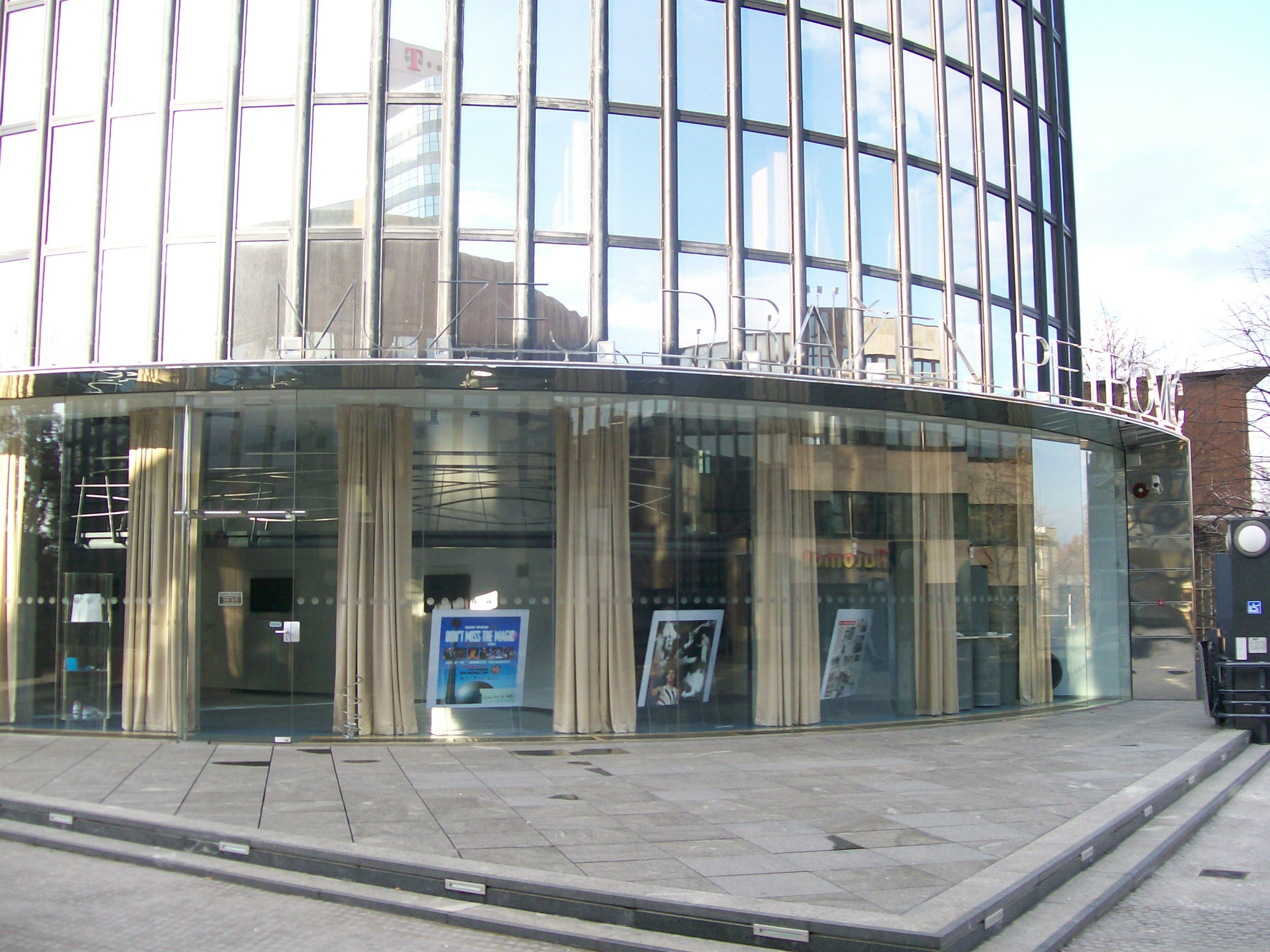
Музей Дражена Петровича в Загребе

- В 2006 году в Загребе был открыт Мемориальный центр Дражена Петровича, основой которого стал музей Дражена Петровича.
- В 2008 году Петрович включён в список 50 человек, внёсших наибольший вклад в развитие Евролиги[10].
- Имя Дражена Петровича носил приз самому ценному игроку чемпионата «Макдональдс»[англ.] — традиционной серии матчей между клубом — чемпионом НБА и сборной чемпионов Европы[2].

## Статистика

### Статистика в НБА
| Сезон                                                                                    | Команда    | Регулярный сезон | Регулярный сезон | Регулярный сезон | Регулярный сезон | Регулярный сезон | Регулярный сезон | Регулярный сезон | Регулярный сезон | Регулярный сезон | Регулярный сезон | Регулярный сезон | Серия плей-офф | Серия плей-офф | Серия плей-офф | Серия плей-офф | Серия плей-офф | Серия плей-офф | Серия плей-офф | Серия плей-офф | Серия плей-офф | Серия плей-офф | Серия плей-офф |
| Сезон                                                                                    | Команда    | GP               | GS               | MPG              | FG%              | 3P%              | FT%              | RPG              | APG              | SPG              | BPG              | PPG              | GP             | GS             | MPG            | FG%            | 3P%            | FT%            | RPG            | APG            | SPG            | BPG            | PPG            |
| ---------------------------------------------------------------------------------------- | ---------- | ---------------- | ---------------- | ---------------- | ---------------- | ---------------- | ---------------- | ---------------- | ---------------- | ---------------- | ---------------- | ---------------- | -------------- | -------------- | -------------- | -------------- | -------------- | -------------- | -------------- | -------------- | -------------- | -------------- | -------------- |
| 1989/90                                                                                  | Портленд   | 77               | 0                | 12,6             | 48,5             | 45,9             | 84,4             | 1,4              | 1,5              | 0,3              | 0,0              | 7,6              | 20             | 0              | 12,7           | 44,0           | 31,3           | 58,3           | 1,6            | 1,0            | 0,3            | 0,0            | 6,1            |
| 1990/91                                                                                  | Портленд   | 18               | 0                | 7,4              | 45,1             | 16,7             | 68,2             | 1,0              | 1,1              | 0,3              | 0,0              | 4,4              | Не участвовал  | Не участвовал  | Не участвовал  | Не участвовал  | Не участвовал  | Не участвовал  | Не участвовал  | Не участвовал  | Не участвовал  | Не участвовал  | Не участвовал  |
| 1990/91                                                                                  | Нью-Джерси | 43               | 0                | 20,5             | 50,0             | 37,3             | 86,1             | 2,1              | 1,5              | 0,9              | 0,0              | 12,6             | Не участвовал  | Не участвовал  | Не участвовал  | Не участвовал  | Не участвовал  | Не участвовал  | Не участвовал  | Не участвовал  | Не участвовал  | Не участвовал  | Не участвовал  |
| 1991/92                                                                                  | Нью-Джерси | 82               | 82               | 36,9             | 50,8             | 44,4             | 80,8             | 3,1              | 3,1              | 1,3              | 0,1              | 20,6             | 4              | 4              | 40,8           | 53,9           | 33,3           | 84,6           | 2,5            | 3,3            | 1,0            | 0,3            | 24,3           |
| 1992/93                                                                                  | Нью-Джерси | 70               | 67               | 38,0             | 51,8             | 44,9             | 87,0             | 2,7              | 3,5              | 1,3              | 0,2              | 22,3             | 5              | 5              | 38,6           | 45,5           | 33,3           | 80,0           | 1,8            | 1,8            | 0,4            | 0,0            | 15,6           |
|                                                                                          | Всего      | 290              | 149              | 26,4             | 50,6             | 43,7             | 84,1             | 2,3              | 2,4              | 0,9              | 0,1              | 15,4             | 29             | 9              | 21,0           | 47,4           | 32,4           | 69,6           | 1,8            | 1,4            | 0,4            | 0,0            | 10,2           |
| Наведите курсор мыши на аббревиатуры в заголовке таблицы, чтобы прочесть их расшифровку. |            |                  |                  |                  |                  |                  |                  |                  |                  |                  |                  |                  |                |                |                |                |                |                |                |                |                |                |                |